# Генрик Янковський (дипломат)
Генрик Янковський (пол. Henryk Jankowski) (1895 — †19??) — польський військовий, розвідник, дипломат. Польський консул у Києві (1930—1933).

## Біографія
Народився в 1895 році. У 1922—1928 рр. — офіцер Посольства Польщі в СРСР. У 1928—1930 рр. — секретар, керівник консульства Польщі в Мінську. У 1930—1933 рр. — консул Польщі в Києві. Займався шпигунством на користь Підрозділу ІІ Головного штабу Війська Польського.